# Willow Smithová
Willow Smithová (nepřechýleně Smith; * 31. říjen 2000 Los Angeles) je americká herečka, tanečnice a zpěvačka, dcera herce Willa Smitha a herečky Jady Smithové. 
Poprvé se objevila ve filmu Já, legenda v roce 2007.
Na podzim 2010 vydala své první hudební album Whip My Hair. V červnu 2019 prohlásila, že je bisexuál a uvedla: „Miluji stejně muže i ženy“. Zmínila také svou podporu polyamorních vztahů.

## Diskografie
- Ardipithecus (2015)
- The 1st (2017)
- Willow (2019)
- Lately I Feel Everything (2021)
- Coping Mechanism (2022)
- Empathogen (2024)

Spolupráce
- The Anxiety (2020)[3] (s Tyler Cole)